# Пельгржимов (район)
Район Пельгржимов (чеш. Okres Pelhřimov) — один из 5 районов края Высочина Чехии. Административным центром является город Пельгржимов. Площадь составляет 1 290,00 км², население — 73 067 человек (плотность населения — 56,64 человек на 1 км²). Район состоит из 120 населённых пунктов, в том числе из 9 городов.
Стоит на реке Бела.

## Города
| Город              | Население |
| ------------------ | --------- |
| Пельгржимов        | 16 434    |
| Гумполец           | 10 966    |
| Пацов              | 4 923     |
| Каменице-над-Липоу | 4 119     |
| Жировнице          | 3 023     |
| Початки            | 2 649     |
| Горни-Церекев      | 1 901     |
| Черновице          | 1 827     |
| Червена-Ржечице    | 999       |